# 斯特凡·勒夫格伦
斯特凡·勒夫格伦（瑞典語：Stefan Lövgren，1970年12月21日—），瑞典男子手球运动员。他曾代表瑞典参加1996年和2000年夏季奥林匹克运动会手球比赛，获得二枚银牌。他也在世界男子手球锦标赛上获得1枚金牌、2枚银牌和1枚铜牌。